# Новогородово (Московская область)
Новогородово — деревня в Подольском районе Московской области России. Входит в состав сельского поселения Лаговское (до середины 2000-х — Сынковский сельский округ).

## Население
| 2002 | 2006 | 2010 |
| ---- | ---- | ---- |
| 15   | ↗19  | ↘18  |

Согласно Всероссийской переписи, в 2002 году в деревне проживало 15 человек (4 мужчины и 11 женщин). По данным на 2005 год в деревне проживало 19 человек.

## Расположение
Деревня Новогородово расположена примерно в 11 км к югу от центра города Подольска около развязки Симферопольского шоссе и Московского малого кольца. Ближайшие населённые пункты — деревни Новоселки, Слащево и Матвеевское. Западнее деревни протекает река Рогожка.